# 하모닉스 뮤직 시스템즈
하모닉스 뮤직 시스템즈(Harmonix Music Systems), 줄여서 하모닉스(Harmonix)는 미국 보스턴, 매사추세츠주에 있는 비디오 게임 개발사이다. 프리퀀시(2001), 앰플리튜드(2003), 록밴드 따위로 이름나있다.

## 개발한 게임
- 기타 히어로 (2005년 비디오 게임)
- 록 밴드 (비디오 게임)